# Leichtathletik-Weltmeisterschaften 1983/800 m der Frauen

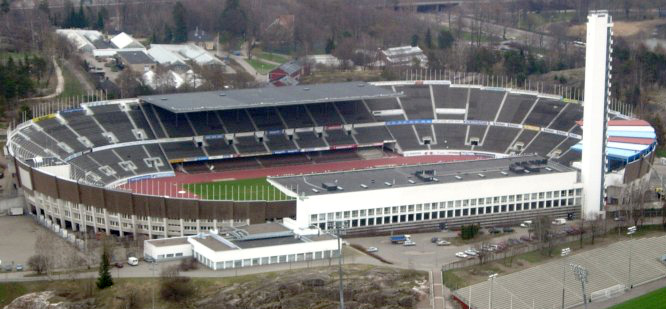
Das Olympiastadion in Helsinki

Der 800-Meter-Lauf der Frauen bei den Leichtathletik-Weltmeisterschaften 1983 fand am 7., 8. und 9. August 1983 in Helsinki, Finnland, statt.
25 Athletinnen aus 21 Ländern nahmen an dem Wettbewerb teil. Mit Silber und Bronze errangen die Mittelstreckenläuferinnen aus der Sowjetunion zwei Medaillen. Gold gewann nach 1:54,68 min die tschechoslowakische Weltrekordinhaberin Jarmila Kratochvílová, über 400 Meter Olympiazweite von 1980 und Vizeeuropameisterin von 1982. Am Tag darauf wurde sie auch Weltmeisterin über 400 Meter und errang außerdem Silber mit der 4-mal-400-Meter-Staffel ihres Landes. Den zweiten Rang belegte Ljubow Gurina mit 1:56,11 min. Die Bronzemedaille sicherte sich mit 1:57,58 min Jekaterina Podkopajewa, die fünf Tage darauf über 1500 Meter eine zweite Bronzemedaille errang.

## Rekorde
Vor dem Wettbewerb galten folgende Rekorde:
| Weltrekord               | Jarmila Kratochvílová                                                       | 1:53,28 min                                                                 | München, BR Deutschland                                                     | 26. Juli 1983                                                               |
| Weltmeisterschaftsrekord | Es gab noch keine WM-Rekorde, die Veranstaltung wurde erstmals ausgetragen. | Es gab noch keine WM-Rekorde, die Veranstaltung wurde erstmals ausgetragen. | Es gab noch keine WM-Rekorde, die Veranstaltung wurde erstmals ausgetragen. | Es gab noch keine WM-Rekorde, die Veranstaltung wurde erstmals ausgetragen. |

Der WM-Rekord wurde nach und nach auf zuletzt 1:54,68 min gesteigert (Jarmila Kratochvílová, Tschechoslowakei, im Finale am 9. August 1983).

## Vorläufe
7. August 1983
Aus den vier Vorläufen qualifizierten sich die jeweils drei Ersten jedes Laufes – hellblau unterlegt – und zusätzlich die vier Zeitschnellsten – hellgrün unterlegt – für das Halbfinale.

### Lauf 1
| Platz | Athletin             | Land             | Zeit (min) |
| ----- | -------------------- | ---------------- | ---------- |
| 1     | Margrit Klinger      | BR Deutschland   | 2:02,08 CR |
| 2     | Jolanta Januchta     | Polen            | 2:02,58    |
| 3     | Milena Matějkovičová | Tschechoslowakei | 2:02,60    |
| 4     | Elena Lina           | Rumänien         | 2:04,50    |
| 5     | Attina Sawtell       | Cookinseln       | 2:18,25    |
| 6     | Kungu Bakombo        | Zaire            | 2:19,68    |

### Lauf 2
| Platz | Athletin               | Land                  | Zeit (min) |
| ----- | ---------------------- | --------------------- | ---------- |
| 1     | Jekaterina Podkopajewa | Sowjetunion           | 2:06,42    |
| 2     | Totka Petrowa          | Bulgarien             | 2:06,60    |
| 3     | Zuzana Moravčíková     | Tschechoslowakei      | 2:06,76    |
| 4     | Jill McCabe            | Schweden              | 2:07,23    |
| 5     | Maria Lomba            | São Tomé und Príncipe | 2:21,90    |
|       | Fatalmoudou Touré      | Mali                  | DSQ        |

### Lauf 3
| Platz | Athletin              | Land                            | Zeit (min) |
| ----- | --------------------- | ------------------------------- | ---------- |
| 1     | Antje Schröder        | Deutsche Demokratische Republik | 2:10,61    |
| 2     | Jarmila Kratochvílová | Tschechoslowakei                | 2:12,35    |
| 3     | Célestine N’Drin      | Elfenbeinküste                  | 2:12,52    |
| 4     | Hala El-Moughrabi     | Syrien                          | 2:15,37    |
| 5     | Eucaris Caicedo       | Kolumbien                       | 2:17,06    |
| 6     | Sofiya Mohamed        | Komoren                         | 2:55,64    |
|       | Irina Podjalowskaja   | Sowjetunion                     | DNS        |

### Lauf 4
| Platz | Athletin          | Land               | Zeit (min) |
| ----- | ----------------- | ------------------ | ---------- |
| 1     | Ljubow Gurina     | Sowjetunion        | 2:04,17    |
| 2     | Doina Melinte     | Rumänien           | 2:04,30    |
| 3     | Robin Campbell    | Vereinigte Staaten | 2:04,83    |
| 4     | Tina Krebs        | Dänemark           | 2:05,49    |
| 5     | Jennifer Bean     | Bermuda            | 2:13,80    |
| 6     | Trịnh Thị Bé      | Vietnam            | 2:17,54    |
| 7     | Khadija Al Matari | Jordanien          | 2:28,72    |

## Halbfinale
8. August 1983
Aus den zwei Vorläufen qualifizierten sich die jeweils vier Ersten jedes Laufes – hellblau unterlegt – für das Finale.

### Lauf 1
| Platz | Athletin               | Land               | Zeit (min) |
| ----- | ---------------------- | ------------------ | ---------- |
| 1     | Jekaterina Podkopajewa | Sowjetunion        | 1:59,55 CR |
| 2     | Jarmila Kratochvílová  | Tschechoslowakei   | 1:59,58    |
| 3     | Milena Matějkovičová   | Tschechoslowakei   | 2:00,02    |
| 4     | Robin Campbell         | Vereinigte Staaten | 2:00,22    |
| 5     | Jolanta Januchta       | Polen              | 2:02,23    |
| 6     | Jill McCabe            | Schweden           | 2:02,92    |
| 7     | Elena Lina             | Rumänien           | 2:03,59    |
| 8     | Célestine N’Drin       | Elfenbeinküste     | 2:08,14    |

### Lauf 2
| Platz | Athletin           | Land                            | Zeit (min) |
| ----- | ------------------ | ------------------------------- | ---------- |
| 1     | Ljubow Gurina      | Sowjetunion                     | 1:59,33 CR |
| 2     | Antje Schröder     | Deutsche Demokratische Republik | 1:59,46    |
| 3     | Margrit Klinger    | BR Deutschland                  | 1:59,49    |
| 4     | Doina Melinte      | Rumänien                        | 1:59,60    |
| 5     | Zuzana Moravčíková | Tschechoslowakei                | 1:59,96    |
| 6     | Totka Petrowa      | Bulgarien                       | 2:01,32    |
| 7     | Tina Krebs         | Dänemark                        | 2:02,19    |
| 8     | Jennifer Bean      | Bermuda                         | 2:12,93    |

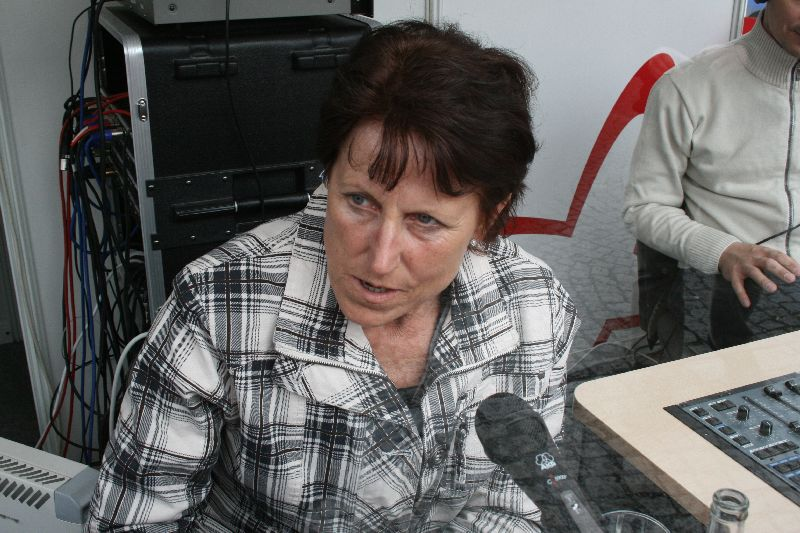
Weltrekordlerin Jarmila Kratochvílová errang ihren ersten WM-Titel, der zweite folgte über 400 Meter und am Schlusstag gab es noch Silber über 4 × 400 Meter
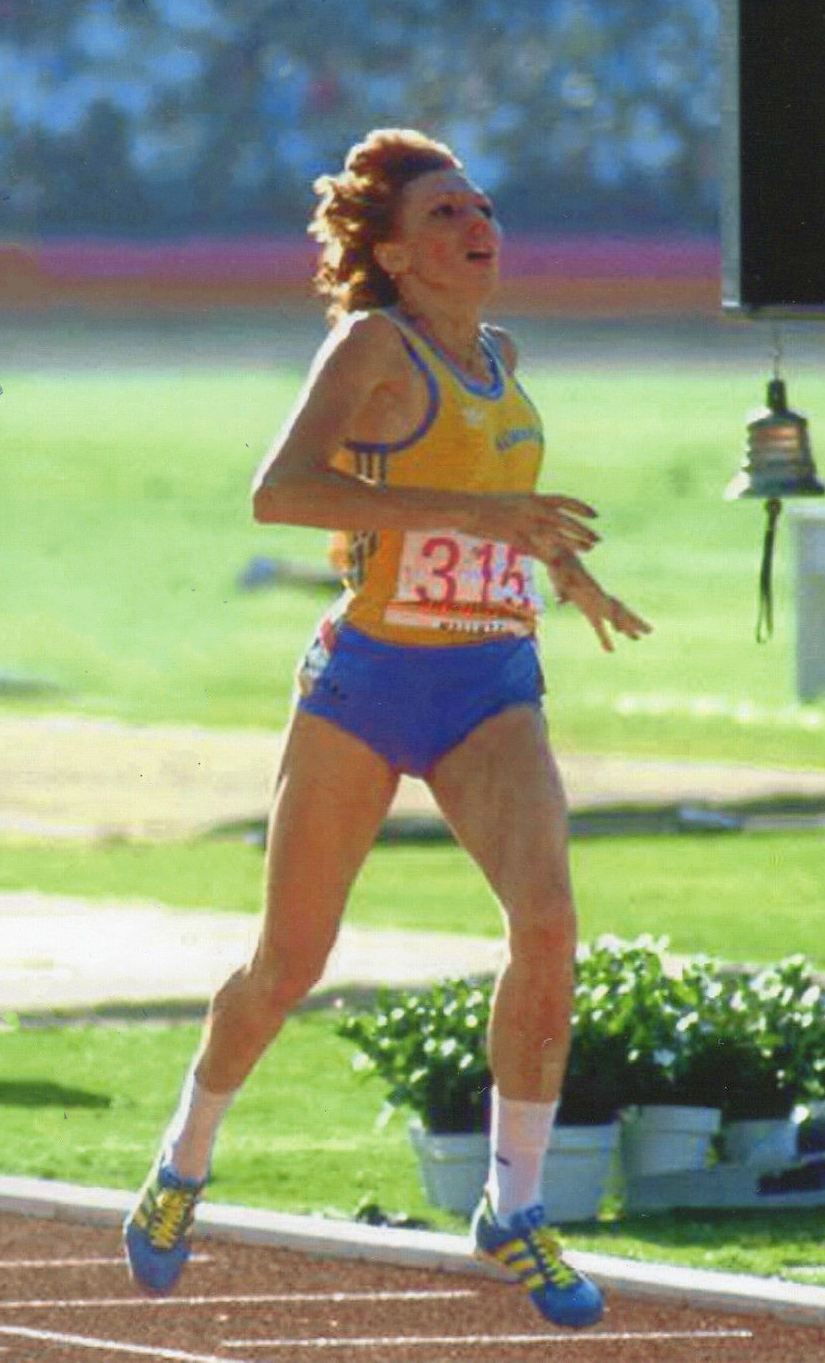
Doina Melinte, im Jahr darauf Olympiasiegerin über 800- und Olympiazweite über 1500 Meter, belegte Rang sechs

## Finale
9. August 1983
| Platz | Athletin               | Land                            | Zeit (min) |
| ----- | ---------------------- | ------------------------------- | ---------- |
|       | Jarmila Kratochvílová  | Tschechoslowakei                | 1:54,68 CR |
|       | Ljubow Gurina          | Sowjetunion                     | 1:56,11    |
|       | Jekaterina Podkopajewa | Sowjetunion                     | 1:57,58    |
| 4     | Margrit Klinger        | BR Deutschland                  | 1:58,11    |
| 5     | Robin Campbell         | Vereinigte Staaten              | 2:00,03    |
| 6     | Doina Melinte          | Rumänien                        | 2:00,13    |
| 7     | Milena Matějkovičová   | Tschechoslowakei                | 2:01,72    |
| 8     | Antje Schröder         | Deutsche Demokratische Republik | 2:02,13    |

## Video
- W800m(1.54.68 )1983 World Championships, Helsinki (Kratochvílová) auf youtube.com, abgerufen am 11. April 2020